# Csiro subparallela
Csiro subparallela là một loài bọ cánh cứng trong họ Tenebrionidae. Loài này được Champion mô tả khoa học năm 1894.